# قرش ميناء جاكسون
قرش ميناء جاكسون (الاسم العلمي: Heterodontus portusjacksoni)، نوع من القروش يتبع جنس قرش رأس الثور (قرش البلهيد) وفصيلة متباينة الأسنان ورتبة ذات شكل متباينات الأسنان. توجد في المنطقة الساحلية في جنوب أستراليا، بما في ذلك المياه قبالة ميناء جاكسون (سُمي على الميناء لأنه تم اكتشافه فيه). ويمكن أن يصل طوله إلى 1.65 متر (5.5 قدم).